# Tierpark Stadt Haag
Koordinaten: 48° 6′ 8,2″ N, 14° 33′ 26,8″ O
Der Tierpark Stadt Haag (Tierpark der Stadtgemeinde Haag) ist ein zoologischer Garten in der niederösterreichischen Stadt Haag im Park des Schlosses Salaberg. Betreiber ist die Stadtgemeinde Haag.
Im Tierpark befinden sich etwa 80 Tierarten, die von heimischen Tieren wie Eichhörnchen oder Eulen bis zu nicht heimischen Raubtierarten wie Pumas oder Leoparden reichen. Es kommen auch immer wieder Jungtiere im Tierpark zur Welt, wie 2011 zwei Nordchinesische Leoparden, die zu den stark bedrohten Tierarten gehören und von denen weltweit nur etwa 100 Tiere in Gefangenschaft leben.

## Entstehung
Im Jahr 1970 pachtete die Gemeinde Haag von dem Schlossbesitzer den zu dieser Zeit nicht zugänglichen Schlosspark und begann mit der Renovierung des Wegenetzes und der Teiche. Im Jahr 1973 musste der Park wegen der damals in Österreich grassierenden Maul- und Klauenseuche kurz geschlossen werden. Den Start des Tierparks machte ein Bärengehege. Im Lauf der Jahre wurden zahlreiche neue Tierarten angekauft und so der Tierpark erweitert. In den 1980er Jahren wurde auch ein Vogelstimmenweg angelegt.
In den 1990er Jahren wurden die Tiergehege, wie die Raubkatzenanlage oder Volieren, erweitert und ausgebaut.
Die Leitung des Tierparks hatte ursprünglich Bürgermeister Ernst Huber, der selbst Gründer war. Bis heute liegt die Leitung beim Bürgermeister und dem zuständigen Stadtrat.